# Symbole des producteurs paysans
 (décembre 2017).
Le Symbole des producteurs paysans est un label international de commerce équitable créé en 2004 par la CLAC, la Coordinadora Latinoamericana y del Caribe de Pequeños Productores y Trabajadores de Comercio Justo . Le Symbole des producteurs paysans a la particularité d'être détenu et administré par des organisations de petits producteurs .    
Il certifie uniquement les produits équitables issus de l’agriculture paysanne et fait valoir une voix spécifique du commerce équitable dans lequel les petits producteurs sont acteurs de leur développement et de leur inclusion dans le marché international .

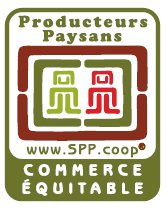
www.spp.coop

## Cahier des charges
Le cahier des charges du Symbole des producteurs paysans est centré sur le petit producteur, sa communauté et son organisation paysanne, entendus comme leviers de changement. Ses standards comprennent des exigences quant au développement des capacités et de l’autonomie des organisations de producteurs, notamment via l’accès direct des coopératives au marché, et grâce à des prix minimums garantis . Le Symbole des producteurs paysans demande également aux acheteurs de s’engager de manière durable dans leur relation commerciale avec les organisations de petits producteurs .

## Présence en France
Le Symbole des producteurs paysans est représenté en France par l'association SPP France, créée en 2015 à l'initiative d'Ethiquable, AVSF, Café Michel, ARDEAR - Ferme du Monde et Biocoop. Le but de l'association est de promouvoir et développer le Symbole des producteurs paysans en France .